# Alfredo Rigodanzo
Alfredo Rigodanzo, nome di battaglia "Catone" (Nogarole Vicentino, 6 febbraio 1922 – Selva di Trissino, 7 dicembre 1973), è stato un partigiano italiano.

## Biografia
A 22 anni entra a far parte della brigata partigiana di ispirazione comunista "Stefano Stella" guidata da Luigi Pierobon "Dante"; da ragazzo negli studi era stato mediocre, anche a militare era rimasto soldato semplice.
Entrato nella Resistenza vicentina, diventa commissario politico dopo pochi mesi e la sua carriera progredisce in modo veloce, infatti diventa commissario di battaglione. In quattro mesi da studente "fuori corso" diventa commissario di una delle formazioni partigiane più organizzate e combattive del vicentino. 
Nella notte tra il 23 e il 24 luglio 1944 fa parte del gruppo che attacca il Sottosegretariato alla Marina della RSI che ha sede a Montecchio Maggiore; nell'attacco la squadra riesce a sottrarre materiale bellico.
È lui che diventerà il responsabile di tutta la documentazione riguardante la brigata Stella, documentazione che alla fine della guerra permetterà di avere un quadro complessivo dell'attività resistenziale della brigata e non solo. 
Durante il rastrellamento di Posina del 9-12 settembre 1944, i fascisti della Leg. Tagliamento rinvengono l'archivio contenente i dati dettagliati di 155 partigiani della Bgt. Stella. Il fatto ha pesanti ripercussioni sulle persone coinvolte; i partigiani sono costretti a cambiare subito il loro nome di battaglia e non possono più iscriversi a lavorare per l'Organizzazione TODT durante la stagione invernale.
Muore a Selva di Trissino nel 1973.